# Enzymes gloutons
Les enzymes gloutons (en réalité le détergent biologique aux multi-enzymes ou détergent glouton) sont un concept publicitaire diffusé en France en 1969 pour la marque de lessive ALA (Unilever). La lessive était censée contenir des enzymes (représentées comme de petites têtes avec une grande bouche pleine de dents) qui « dévoraient » la saleté. Ce fut un échec commercial, les consommateurs craignant qu'elles ne dévorent le linge avec.

## Dans la culture populaire
Dans la version française du film SOS Fantômes, le Dr Raymond Stantz fait remarquer au Dr Peter Venkman que Bouffe-tout ressemble aux enzymes gloutons.
Si la marque de lessive a disparu, en revanche le slogan « Les enzymes gloutons » est resté longtemps dans le langage courant. Il est sans doute la cause d'une faute fréquente qui fait mettre le nom « enzyme » au masculin alors qu'il est féminin, comme tous les noms de protéines.